# T-80BVM
T-80BVM (ryska: Т80БВМ) är en variant av den sovjetiska/ryska stridsvagnen T-80.

## Historik
År 2015 planerade Rysslands armé att ta ur alla T-80-stridsvagnar ur tjänst, men 2017 tecknade Rysslands försvarsministerium ett kontrakt om uppgradering av 62 stycken T-80BV till T-80BVM för att ha vagnarna i fortsatt tjänst. År 2018 uppgraderades 31 stycken T-80BV till T-80BVM. Vagnen togs i bruk samma år.

## Konstruktion
T-80BVM är 9,56 meter lång (kanon rakt framåt), 3,38 meter bred, 2,22 meter hög och väger ca 46 ton.

## Beväpning
T-80BVM:s huvudbeväpning är en slätborrad kanonen på 125 mm, en kulspruta på 7,62 mm och en på 12,7 mm.

## Motor
T-80BVM har en gasturbinmotor av typen GTD-1250TF på 1.250 hk. Denna är en konverterad helikoptermotor. En fördel med en sådan är att den kan starta när det är så kallt som -40 °C, men nackdelarna är till exempel att motorn är dyr och att den kan förbruka upp till 750 liter bränsle per 100 kilometer.

## Övrigt
T-80BVM har en besättning på tre personer: förare, skytte och befälhavare.

## Bildgalleri

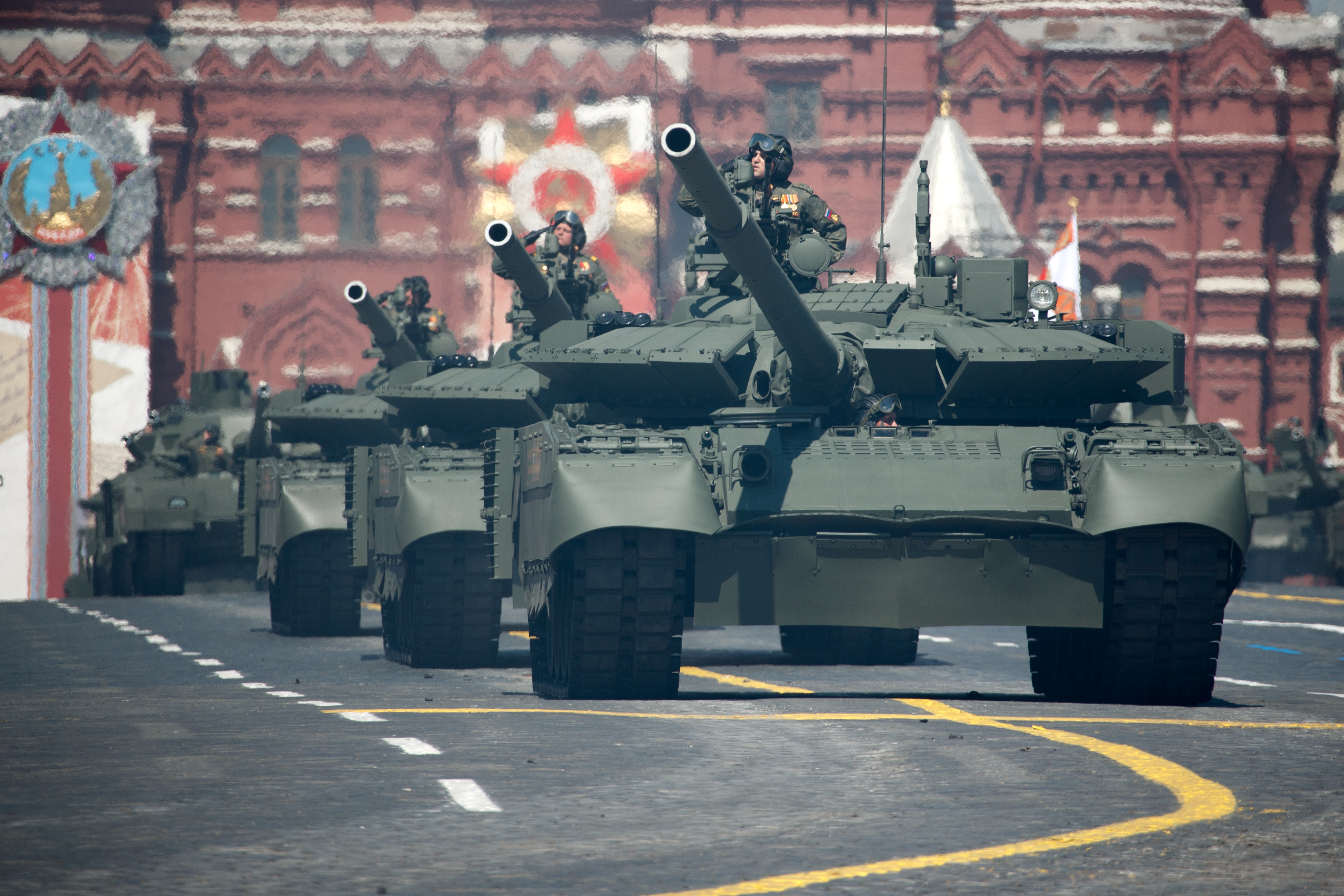
Tre stycken T-80BVM rullar igenom Röda torget 2020 under firandet av Segerdagen 1945.